# Корпус «Пироговский» Института имени И. М. Сеченова
Корпус «Пироговский» Института имени И. М. Сеченова, ранее Ялтинская санатория для офицеров и классных чинов военного ведомства, Корпус «Пироговский» санатория имени III-го Интернационала и Хирургическая клиника имени Н. И. Пирогова — здание лечебного и рекреационного назначения, построенное по проекту архитектора Ю. Ф. Стравинского в 1913—1916 годах в Ялте в Массандре для нужд Военного ведомства. С момента основания непрерывно используется по основному профилю. Место деятельности крупных специалистов русской и советской физиотерапии и курортологии. Является объектом культурного наследия народов России регионального значения.

## История
Участок для «Санатории для офицеров и классных чинов Военного ведомства» в Массандре был отведён окружным управлением уделов Удельного ведомства. Рядом уже существовала «Ялтинская санатория для недостаточных чахоточных больных в память Императора Александра III», — первая на Южном берегу Крыма, основанная в 1897 году заботами княгини Барятинской и заложенная 12 (25) января 1901 года в присутствии Императорской фамилии.

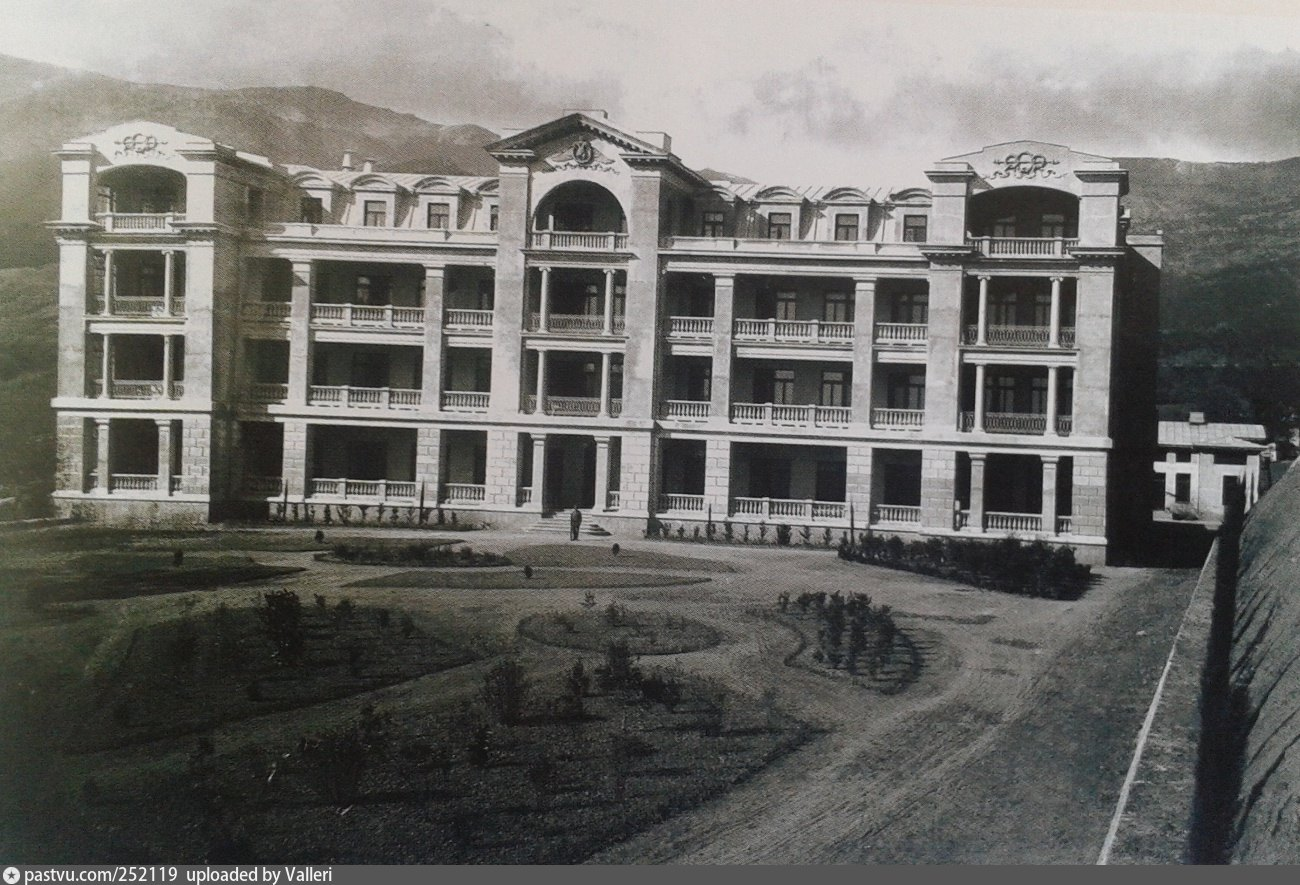
Ялтинская санатория для офицеров и классных чинов военного ведомства вскоре после постройки

Проект был разработан архитектором Юрием Стравинским. Закладка здания состоялась 13 (29) мая 1913 года и к январю 1916 года корпус был передан Военному министерству. В ходе Первой мировой войны санаторий стал госпиталем для раненых. Во время красного террора в Ялте в 1920 году от арестов и расстрелов пострадали медицинские работники и раненые Русской армии Врангеля на излечении.
В 1921 году в здании расположился «Пироговский» корпус «Санатория имени III-го Интернационала», на базе которого в 1922 году был создан «Ялтинский институт климатолечения туберкулёза». В начале 1932 года корпус «Пироговский» перешёл в ведение «Государственного института медицинской климатологии и климатотерапии». В период немецкой оккупации в здании действовал военный госпиталь. В 1955 году «Институт климатотерапии туберкулёза» объединили с «Государственным институтом физических методов лечения имени И. М. Сеченова», и с тех пор здание находится в составе «Института имени И. М. Сеченова».
В здании корпуса в разные годы работали известные учёные: климатолог Полиен Мезерницкий, хирурги-фтизиатры Михаил Дитерихс, Л. С. Киш, Леонид Стратиевский, Арон Гильман, С. Б. Соколов, Николай Стойко, выдающиеся неврологи Евгений Нильсен, Болеслав Лихтерман, Виктория Ежова, терапевты Сергей Татевосов, Борис Богуцкий, М. Ю. Ахмеджанов, педиатр Т. Г. Лебедева, физиолог Вячеслав Бокша, иммунолог В. В. Николаевский и другие.
Улица, на которой расположено здание, ныне носит имя выдающегося хирурга-фтизиатра и патриота-подпольщика Дмитрия Мухина, который проработал в корпусе более 30 лет.

## Архитектура

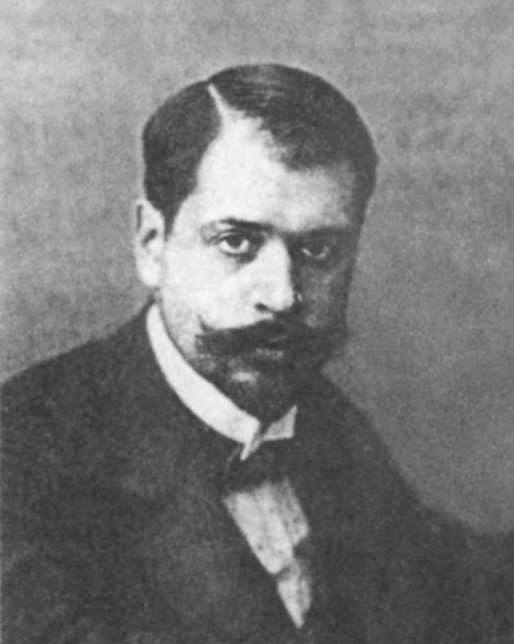
Архитектор Ю. Ф. Стравинский — автор ряда построек на Южном берегу Крыма

Архитектор Юрий Стравинский сам болел туберкулёзом и с 1906 года два года находился на лечении в Швейцарии, поэтому был хорошо знаком со специальными требованиями своего времени к лечебным учреждениям. С учётом недостатка земли и сложного рельефа он объединил в 3-этажном здании палаты и помещения служб. Было проведено террасирование склона. Закладка состоялась 29 мая 1913 года. Здание в неоклассическом стиле было построено из известняка, ряд несущих элементов из железобетона.
Палаты выходят на солнечную сторону длинного фасада здания. По всему юго-западному фасаду идут открытые террасы с колоннадами, ограждённые балюстрадами — это связано с рекомендациями климатолечения: здесь пациенты должны были принимать солнечные и воздушные ванны. Уже в ходе строительства были добавлены мансарды для увеличения вместимости до 75 человек. На фронтоне была выполнена надпись в память 300-летия дома Романовых, впоследствии снесена. В 1920-е годы проёмы мансард здания госпиталя были заложены. В 1960-х крыша с мансардами была перестроена в крытую веранду, образовавшую 4-й этаж.

Перед фасадом корпуса был установлен памятник пионеру климатологии Владимиру Николаевичу Дмитриеву.

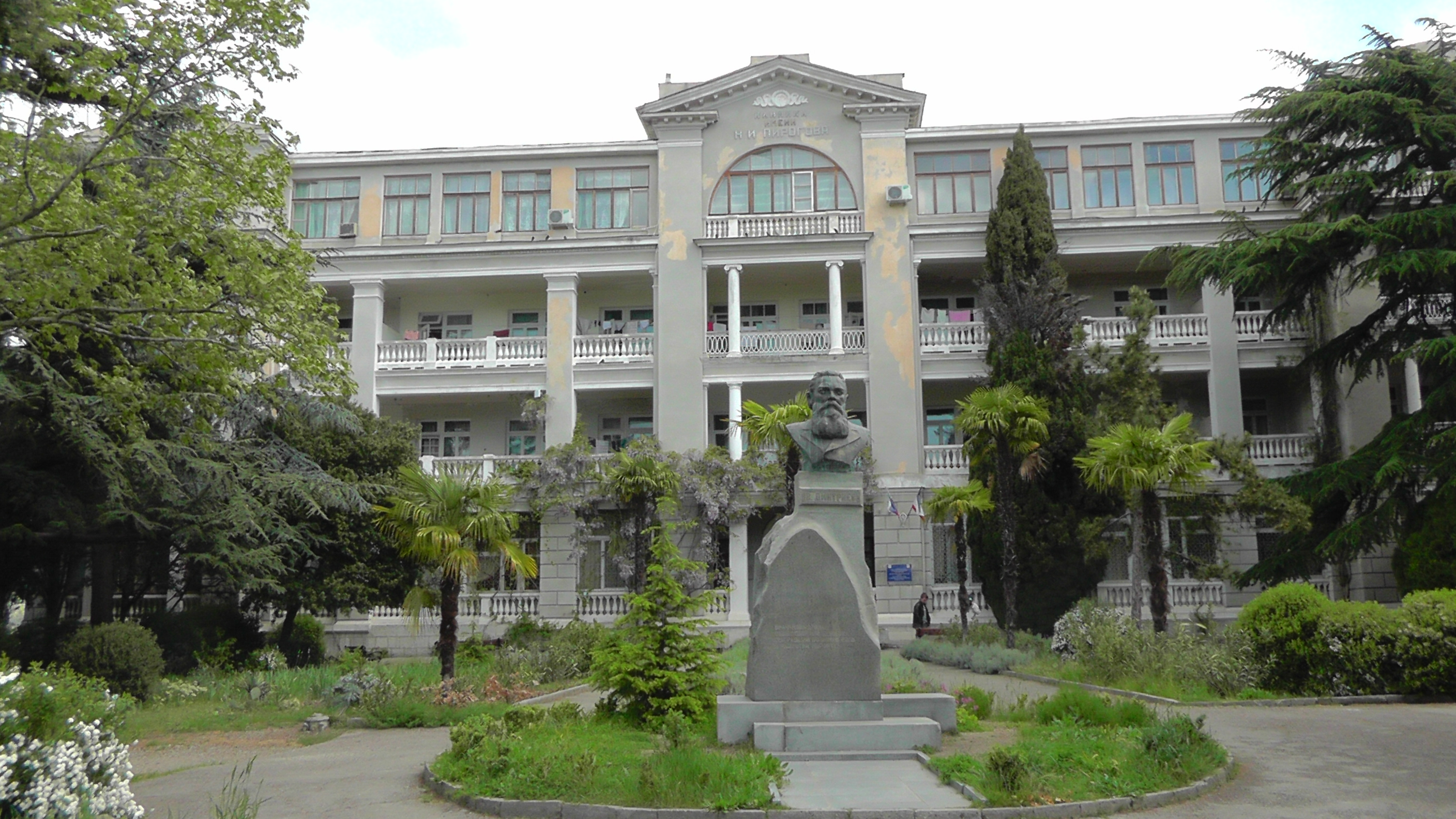
Главный фасад и памятник климатологу В. Н. Дмитриеву
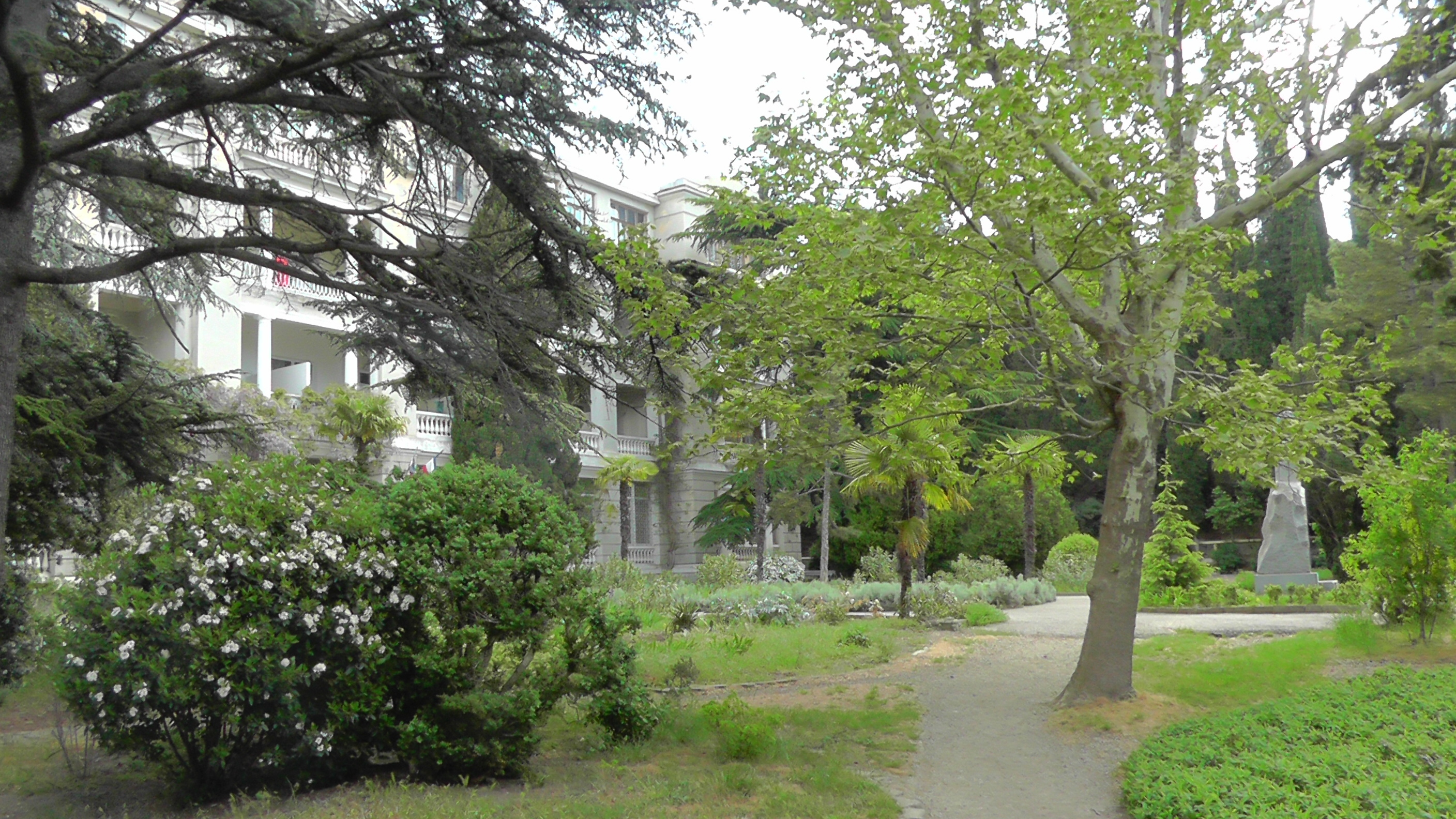
Парк института
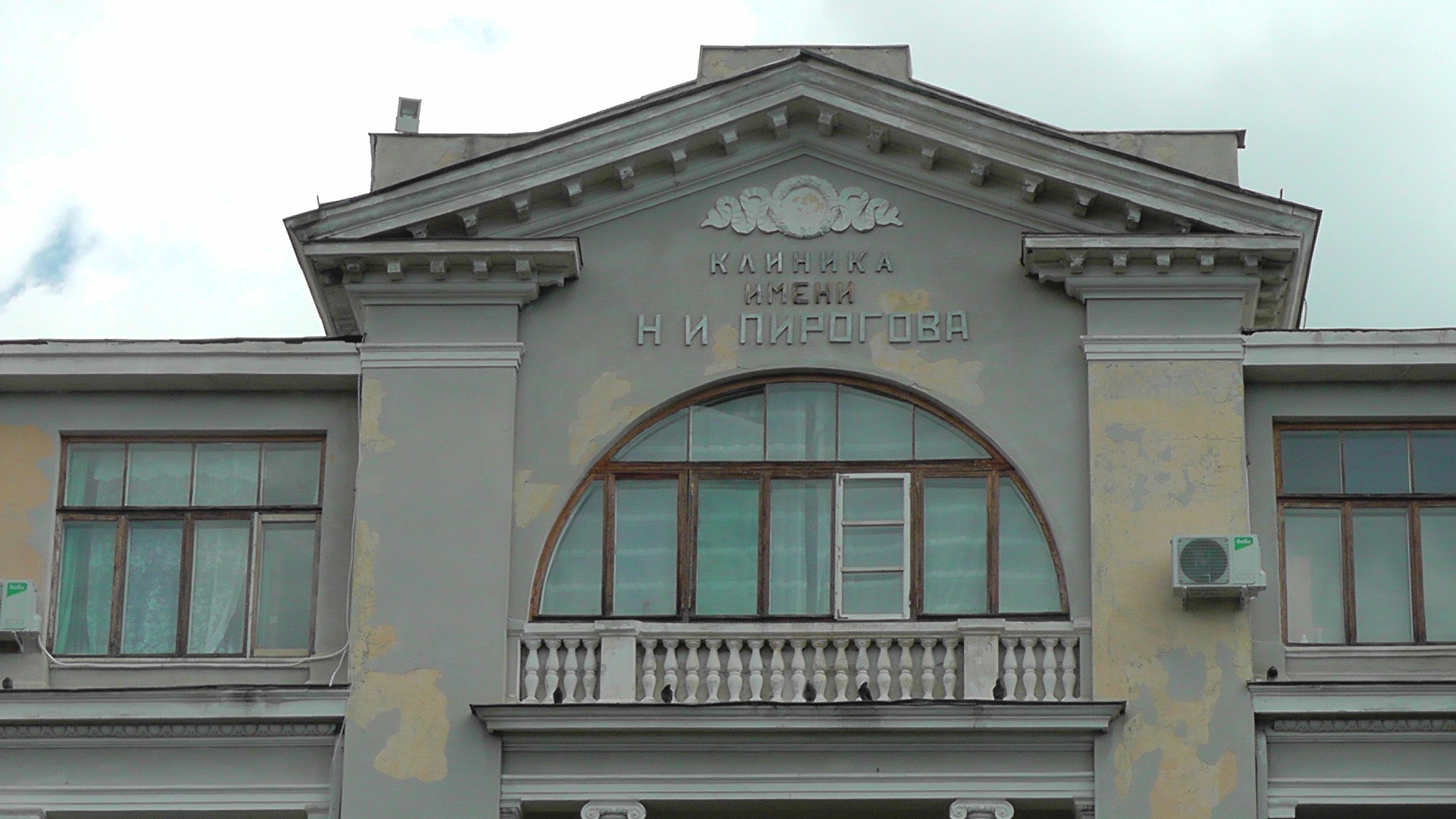
Фронтон здания. Упоминание 300-летия Романовых заменило одно из названий заведения в 1920-е годы.

## Охрана
Месторасположение — Республика Крым, Ялта, ул. Мухина, 10 / пер. Свердлова, 3 (ранее ул. Мухина, 8). Памятник истории местного значения «Госпиталь», единственный охраняемый объект культурного наследия из комплекса Ялтинских военных санаториев начала XX века. Здание относительно неплохо сохранилось, находится в удовлетворительном состоянии. Сохранились внутренние двери и окна вестибюля и 1-го этажа, ряд деталей внутреннего декора и фурнитуры.
Здание в комплексе с сохранившимися соседними историческими медицинскими учреждениями и территорией, является ярким образцом государственного или благотворительного медицинского учреждения, характерного для Ялты рубежа XIX—XX вв. Это одно из немногочисленных медицинских учреждений ЮБК, сохранивших свой первоначальный профиль, его историко-культурная ценность связана с развитием отечественной науки и медицины.
С 20 декабря 2016 года постановлением № 627 памятник является объектом культурного наследия регионального значения.  Объект культурного наследия народов РФ регионального значения. Рег. № 911710988780005 (ЕГРОКН). Объект № 8231600000 (БД Викигида). Охранный режим регламентирован Приказом Государственного комитета по охране культурного наследия Республики Крым от 07.11.2019 № 325 «Об утверждении границ территории и режимов использования земель в границах территории объекта культурного наследия регионального значения „Госпиталь“, начало XX века, расположенного по адресу: Республика Крым, г. Ялта, ул. Мухина, 10/пер. Свердлова, 3».

## Комментарии
1. ↑  Брат русского композитора И. Ф. Стравинского.
2. ↑  Двумя другими корпусами стали «Боткинский» (бывший «Ялтинская санатория для недостаточных чахоточных больных в память Императора Александра III») и «Морской» (бывшая «Морская санатория для офицеров и нижних чинов флота») корпуса.
3. ↑  С 1924 года — Государственный тубинститут при Главкурупре Наркомздрава РСФСР.
4. ↑  В конце 1939 года реорганизован в Институт климатотерапии туберкулёза.
5. ↑  До революции — Романовский институт физических методов лечения, первый в России этого профиля.
6. ↑  Бывший Караимский переулок